# Cora subfumata
Cora subfumata är en trollsländeart som beskrevs av W. Foerster 1914. Cora subfumata ingår i släktet Cora och familjen Polythoridae. Inga underarter finns listade i Catalogue of Life.